# Здравоохранение в Донецкой области
Здравоохранение в Донецкой области — система организации и обеспечения медицинского обслуживания населения Донецкой области. Характеризуется сложностью, большим скоплением лечебных учреждений в городах и пгт области, малым развитием сельской медицины. На развитие отраслей здравоохранения области оказывает влияние урбанизация и производственная особенность промышленности региона: профессиональные заболевания, ожоговые, шахтно-взрывные травмы, а с 2014—2015 года и боевые (минно-взрывные, огнестрельные) ранения. Кроме того характеризуется высокой степень распространения таких опасных заболеваний, как туберкулёз, ВИЧ-инфекция, онкологические и другие заболевания.

## Учреждения здравоохранения
На 1 января 2015 года в области (без ОРДО) насчитывалось
- 75 больничных учреждений с
- 12 597 больничными койками (64,4 койки на 10 000 жителей[2])
- 402 лечебных амбулаторно-поликлинических учреждений на
- 35 953 посещений амбулаторно-поликлинических учреждений в одну смену (184,5 на 10 000 жителей[3])

Обеспеченность койками после возникновения самопровозглашённых республик на востоке Украины — самая низкая среди всех областей Украины (средняя — 78,5 койки на 10 000 жителей), вторая (после Волынской области) среди наименьших и плановая мощность амбулаторно-поликлинических заведений. Для сравнения на 1 января 2014 года количество больниц в области 186 на 35 892 коек (82,9 на 10 000 жителей) и 844 амбулаторно-поликлинических заведений на 86 420 посещений в смену (199,5 на 10 000 жителей).

## Медицинские кадры
На 1 января 2015 года в области (без ОРДО) насчитывалось
- 5 462 врачей[5] (28,0 врачей на 10 000 жителей[6])
- 14 542 среднего медицинского персонала (медсестёр, фельдшеров, лаборантов и рентген-лаборантов) (74,6 СМП на 10 000 жителей[7])

По обеспечению медицинскими кадрами область (после возникновения самопровозглашённых республик на востоке Украины) также занимает последние места (средняя обеспеченность врачами на Украине — 43,5, а СМП — 88,6)

## Структура заболеваемости
За 2014 год в области (без ОРДО) насчитывалось (в скобках «заболеваемость» — количество случаев на 100 000 жителей)
- 1 025 810 впервые зарегистрированных случаев заболеваний в системе МОЗ (52 632), из них:
- 49 574 случаев заболеваемости некоторыми инфекционными и паразитарными болезнями (2 544)
  - 25 543 случаев активного туберкулёза
  - 3 043 ВИЧ-инфекция
  - 216 случаев гонореи
  - 72 случаев сифилиса
- 12 655 случаев новых новобразований (649)
  - 5 646 случаев злокачественных новообразований
- 4 244 болезней крови, кроветворных органов и отдельных нарушений с вовлечением иммунного механизма (218)
- 13 073 болезней эндокринной системы, нарушений пищеварения, нарушения обмена веществ (671)
- 5 452 расстройств психики и поведений (280)
- 16 116 болезней нервной системы (827)
- 46 061 болезней глаза и придаточного аппарата (2 363)
- 41 926 болезней уха и сосцевидного отростка (2 151)
- 97 467 болезней системы кровообращения (5 000)
- 427 853 болезней органов дыхания (21 952)
- 39 712 болезней органов пищеварения (2 038)
- 63 091 болезней кожи, подкожной клетчатки (3 237)
- 46 316 болезней костно-мышечной системы и соединительной ткани (2 376)
- 58 395 болезней мочеполовой системы (2 996)
- 13 402 случаев беременности, родов и послеродовой период (688)
- 2 727 отдельных состояний, возникающих в перинатальном периоде (140)
- 1 416 врождённых аномалий, деформаций и хромосомных нарушений (73)
- 86 074 травм, отравлений, некоторые другие последствия действий внешних причин (4 416)
- 256 других нарушений (13)

### Рождаемость и смертность
В 2015 году:
- 16 899 родилось живыми (4,0 на 1000 наличного населения)
- 39 762 умерло (9,3 на 1000 наличного населения)
- −22 863 природное сокращение (-5,4 на 1000 наличного населения)
- 156 умерло до 1 года
- 467 умерло до 1 года в 2013 году[9], в том числе:
  - 300 — отдельные состояния, возникшие в перинатальном периоде
  - 62 — врождённые пороки развития, деформации и хромосомные аномалии
  - 20 — внешние причины смерти
  - 17 — болезни органов дыхания
  - 17 — болезни нервной системы
  - 15 — от некоторых инфекционных и паразитарных болезней
  - 6 — от болезней органов кровообращения

Среди причин смерти в 2013 году на 100 000 жителей:
- 1 596,4 — от всех причин
- 1 033,8 — от болезней органов кровообращения
  - 2,9 — от алкогольной кардимиопатии
- 234,1 — от новообразований
- 102,9 — от внешних причин смерти
  - 22,9 — от непреднамеренных отравлений, в том числе алкоголем
  - 12,1 — от ДТП
  - 24,4 — от суицидов
  - 7,6 — от насилия
  - 4,9 — от утоплений
  - 1,2 — от пожаров
- 86,2 — от болезней пищеварения
  - 5,5 — от алкогольной болезни печени
- 32,3 — от болезней органов дыхания
  - 19,3 — от гриппа и пневмонии
- 42,3 — от некоторых инфекционных и паразитарных болезней
  - 22,1 — от ВИЧ/СПИД
  - 18,1 — от туберкулёза
- 20,4 — от болезней нервной системы
- 7,1 — от расстройств психики и поведения
  - 2,8 — от расстройств психики вседствие употребления алкоголя
- 6,9 — от болезней мочеполовой системы
- 5,5 — от эндокринных болезней и нарушений питания и обмена веществ
- 1,4 — от болезней кожи и подкожной клетчатки
- 1,0 — от болезней костно-мышечной системы и соединительной ткани
- 0,4 — от болезней крови и кроветворных органов
- 0,1 — от болезней уха и сосцевидного отростка
- 6,9 — от отдельных состояний, возникающих в перинатальном периоде
- 2,7 — от врождённых пороков развития, деформаций и хромосомных аномалий
- 0,2 — от осложнений при беременности, родах и в послеродовом периоде
- 11,9 — от неуточнённых неизвестных причин смерти

## Здравоохранение городов и районов
Из общего числа больничных коек (12 597 на 1 января 2015 года) находятся в:
- Мариуполь — 3 715
- Краматорск — 1 626
- Славянск — 1 233[10]
- Бахмут — 756
- Константиновка — 600
- Покровск — 480
- Торецк — 465
- Волновахский район — 455
- Марьинский район — 445
- Мирноград — 370

Все лечебно-профилактические учреждения области (системы МОЗ) на 1 января 2016 года без ЛПУ Донецка, Макеевки, Горловки, Енакиево и др. городов и районов ОРДО:
| Город/район          | Т. | П. | В. | Название лечебно-профилактического учреждения                                                        | Коек | Адрес                                                                      | Телефон        |                  |
| -------------------- | -- | -- | -- | --- | ---- | -------------------------------------------------------------------------- | -------------- | ---------------- |
| Авдеевка             | А  | Г  | О  | Центр первичной медико-санитарной помощи Авдеевского горсовета                                       |      | 86060, Донецкая обл., г. Авдеевка, ул. Коммунальная, 16                    | (06236)3-21-44 |                  |
| Авдеевка             | С  | Г  | О  | Авдеевская центральная городская больница                                                            | 220  | 86065, Донецкая обл., г. Авдеевка, ул. Коммунальная, 16                    | (06236)3-30-09 |                  |
| Александровский      | А  | Р  | О  | Александровский районный центр первичной медико-санитарной помощи                                    |      | 84000, Донецкая обл., пгт Александровка, ул. Учебная, 1                    | (06269)2-18-85 |                  |
| Александровский      | С  | Р  | Пл | Александровская больница планового лечения                                                           |      | 84000, Донецкая обл., пгт Александровка, ул. Учебная, 1                    | (06269)2-16-68 |                  |
| Александровский      | Э  | О  | О  | Александровская районная станция скорой медицинской помощи                                           |      | 84000, Донецкая обл., пгт Александровка, ул. Учебная, 1                    | (06269)2-13-91 |                  |
| Бахмут               | А  | Г  | О  | Центр первичной медико-санитарной помощи Бахмутского горсовета                                       |      | 84500, Донецкая обл., г. Бахмут, ул. Сибирцева, 15                         | (06274)4-15-63 |                  |
| Бахмут               | С  | Г  | О  | Бахмутская центральная районная больница                                                             | 340  | 84500, Донецкая обл., г. Бахмут, ул. Сибирцева, 15                         | (06274)4-67-61 |                  |
| Бахмут               | С  | Г  | О  | Городская больница № 2 г. Бахмута                                                                    | 100  | 84502, Донецкая обл., г. Бахмут, ул. Победы, 53                            | (06274)3-21-83 |                  |
| Бахмут               | С  | Г  | О  | Часов-Ярская городская больница № 3                                                                  | 80   | 84551, Донецкая обл., г. Часов Яр, ул. Пирогова, 3                         | (06274)7-24-82 |                  |
| Бахмут               | С  | Г  | О  | Соледарская городская больница № 4                                                                   | 90   | 84545, Донецкая обл., г. Соледар, ул. Жовтневая, 1-а                       | (06274)4-25-03 |                  |
| Бахмут               | С  | Г  | Д  | Бахмутская городская детская больница                                                                | 76   | 84510, Донецкая обл., г. Бахмут, ул. Юбилейная, 54                         | (06274)3-01-39 |                  |
| Бахмут               | С  | О  | Сп | Городской противотуберкулёзный диспансер г. Бахмута                                                  | 50   | 84500, Донецкая обл., г. Бахмут, ул. Медовая, 2                            | (06274)4-86-79 |                  |
| Бахмут               | С  | О  | Сп | Городской кожно-венерологический диспансер г. Бахмута                                                | 50   | 84500, Донецкая обл., г. Бахмут, ул. Мариупольская, 73                     | (06274)4-86-69 |                  |
| Бахмут               | А  | Г  | Ст | Бахмутская городская стоматологическая поликлиника                                                   |      | 84500, Донецкая обл., г. Бахмут, ул. Б.Горбатова, 63                       | (06274)4-71-71 |                  |
| Бахмут               | Э  | О  | О  | Бахмутская городская станция скорой медицинской помощи                                               |      | 84500, Донецкая обл., г. Бахмут, ул. Лермонтова, 18                        | (06274)4-15-51 |                  |
| Бахмут               | Р  | Г  | У  | Бахмутское медицинское училище                                                                       |      | 84500, Донецкая обл., г. Бахмут, ул. Носакова, 9                           | (06274)3-04-42 |                  |
| Бахмутский           | А  | Р  | О  | Бахмутский районный центр первичной медико-санитарной помощи                                         |      | 84523, Донецкая обл., с. Опытное, ул. Ильича, 5                            | (06274)3-12-74 |                  |
| Бахмутский           | С  | Р  | О  | Северская городская больница                                                                         | 110  | 84523, Донецкая обл., г. Северск, ул. Северная, 2                          | (06274)5-22-58 |                  |
| Великоновосёлковский | А  | Р  | О  | Великоновосёлковский районный центр первичной медико-санитарной помощи                               |      | 85500, Донецкая обл., пгт Великая Новосёлка, пер. Южный, 3                 | (06243)2-03-37 |                  |
| Великоновосёлковский | С  | Р  | О  | Центральная районная больница пгт Великой Новосёлки                                                  | 210  | 85500, Донецкая обл., пгт Великая Новосёлка, пер. Южный, 3                 | (06243)2-04-30 |                  |
| Волновахский         | А  | Р  | О  | Волновахский районный центр первичной медико-санитарной помощи                                       |      | 85700, Донецкая обл., г. Волноваха, ул. Матросова, 5                       | (06244)4-15-80 |                  |
| Волновахский         | С  | Р  | О  | Волновахская центральная районная больница                                                           | 365  | 85700, Донецкая обл., г. Волноваха, пер. Матросова, 5                      | (06244)4-19-61 |                  |
| Волновахский         | С  | У  | В  | Узловая больница станции Волноваха                                                                   | 90   | 85700, Донецкая обл., г. Волноваха, пер. Железнодорожный, 23               | (06244)7-22-72 |                  |
| Волновахский         | Д  | О  | Сп | Волновахский наркологический диспансер                                                               |      | 85700, Донецкая обл., г. Волноваха, ул. Центральная, 14                    | (06244)4-16-70 |                  |
| Волновахский         | Р  | О  | Пе | Волновахская станция переливания крови                                                               |      | 85700, Донецкая обл., г. Волноваха, ул. Центральная, 157                   | (06244)4-72-46 |                  |
| Волновахский         | А  | Г  | Ст | Волновахская стоматологическая поликлиника                                                           |      | 85700, Донецкая обл., г. Волноваха, ул. Центральная, 25                    | (06244)4-15-00 |                  |
| Волновахский         | Э  | О  | О  | Волновахская районная станция скорой медицинской помощи                                              |      | 85700, Донецкая обл., г. Волноваха, ул. 1 Мая, 17                          | (06244)4-10-60 |                  |
| Никольский           | А  | Р  | О  | Никольский районный центр первичной медико-санитарной помощи                                         |      | 87000, Донецкая обл., пгт Никольское, ул. Центральная, 1                   | (06246)2-11-18 |                  |
| Никольский           | С  | Р  | О  | Центральная районная больница Никольского района                                                     | 115  | 87000, Донецкая обл., пгт Никольское, ул. Центральная, 1                   | (06246)2-14-36 |                  |
| Дебальцево           | Д  | Г  | О  | Городская больница № 2 г. Светлодарска                                                               |      | 84792, Донецкая обл., г. Светлодарск, просп. Победы, 1                     | (06249)5-81-93 |                  |
| Доброполье           | А  | Г  | О  | Добропольский центр первичной медико-санитарной помощи                                               |      | 85000, Донецкая обл., г. Доброполье, ул. Первомайская, 75                  | (06277)2-53-03 |                  |
| Доброполье           | С  | Г  | И  | Добропольская больница интенсивного лечения                                                          | 310  | 85000, Донецкая обл., г. Доброполье, ул. Гагарина, 3                       | (06277)2-74-08 |                  |
| Доброполье           | Р  | Г  | З  | Отдел здравоохранения Добропольского горсовета                                                       |      | 85000, Донецкая обл., г. Доброполье, ул. Первомайская, 83                  | (06277)2-80-20 |                  |
| Доброполье           | А  | Г  | Ст | Добропольская стоматологическая поликлиника                                                          |      | 85000, Донецкая обл., г. Доброполье, мкр «Молодёжный», 6                   | (06277)2-76-61 |                  |
| Доброполье           | Р  | О  | Э  | Добропольский филиал ГУ «Донецкий областной лабораторный центр госсанэпидслужбы Украины»             |      | 85000, Донецкая обл., г. Доброполье, ул. Московская, 41                    | (06277)2-86-50 |                  |
| Добропольский        | А  | Р  | О  | Добропольский районный центр первичной медико-санитарной помощи                                      |      | 85020, Донецкая обл., пгт Святогоровка, ул. Школьная, 114                  | (095)803-19-86 |                  |
| Дружковка            | А  | Г  | О  | Дружковский центр первичной медико-санитарной помощи                                                 |      | 84207, Донецкая обл., г. Дружковка, ул. Короленко, 12                      | (06267)4-34-03 |                  |
| Дружковка            | С  | Г  | О  | Дружковская центральная городская больница                                                           | 180  | 84207, Донецкая обл., г. Дружковка, ул. Короленко, 12                      | (06267)4-43-32 |                  |
| Дружковка            | С  | Г  | О  | Дружковская городская больница № 1                                                                   | 60   | 84201, Донецкая обл., г. Дружковка, ул. Котляревского, 151                 | (06267)4-62-85 |                  |
| Дружковка            | С  | Г  | О  | Дружковская городская больница № 2                                                                   | 90   | 84207, Донецкая обл., г. Дружковка, ул. Радченко, 56                       | (06267)3-09-12 |                  |
| Дружковка            | С  | О  | Сп | Городской наркодиспансер г. Дружковки                                                                | 15   | 84201, Донецкая обл., г. Дружковка, ул. Сахненко, 15                       | (06267)4-63-14 |                  |
| Дружковка            | Р  | Г  | З  | Дружковский городской отдел здравоохранения                                                          |      | 84205, Донецкая обл., г. Дружковка, ул. Соборная, 16                       | (06267)4-21-28 |                  |
| Дружковка            | А  | Г  | Ст | Стоматологическая городская поликлиника г. Дружковки                                                 |      | 84205, Донецкая обл., г. Дружковка, ул. Радченко, 34-а                     | (06267)4-26-19 |                  |
| Дружковка            | Э  | О  | О  | Дружковская городская станция скорой медицинской помощи                                              |      | 84207, Донецкая обл., г. Дружковка, ул. Короленко, 7                       | (06267)4-26-21 |                  |
| Константиновка       | А  | Г  | О  | Центр первичной медико-санитарной помощи Константиновского горсовета                                 |      | 85114, Донецкая обл., г. Константиновка, просп. Ломоносова, 161            | (06272)2-74-31 |                  |
| Константиновка       | С  | Г  | О  | Константиновская центральная районная больница                                                       | 285  | 85114, Донецкая обл., г. Константиновка, ул. Ломоносова, 161               | (06272)2-42-80 |                  |
| Константиновка       | С  | Г  | О  | Константиновская городская больница № 2                                                              | 50   | 85101, Донецкая обл., г. Константиновка, ул. Инженерная, 23                | (06272)5-31-52 |                  |
| Константиновка       | С  | Г  | О  | Городская больница № 5 г. Константиновки                                                             | 140  | 85113, Донецкая обл., г. Константиновка, просп. Ломоносова, 101            | (06272)2-17-15 |                  |
| Константиновка       | С  | Г  | Сп | Городская инфекционная больница г. Константиновки                                                    | 40   | 85113, Донецкая обл., г. Константиновка, ул. Европейская, 17               | (06272)2-15-61 |                  |
| Константиновка       | С  | О  | Сп | Городской противотуберкулёзный диспансер г. Константиновки                                           | 70   | 85107, Донецкая обл., г. Константиновка, ул. Житомирская, 25               | (06272)2-56-54 |                  |
| Константиновка       | С  | О  | Сп | Константиновский городской наркологический диспансер                                                 | 15   | 85113, Донецкая обл., г. Константиновка, ул. Европейская, 17               | (06272)2-31-20 |                  |
| Константиновка       | Д  | О  | Сп | Константиновский городской кожно-венерологический диспансер                                          |      | 85103, Донецкая обл., г. Константиновка, ул. Интернациональная, 298        | (06272)5-30-48 |                  |
| Константиновка       | Д  | О  | Сп | Константиновский городской психиатрический диспансер                                                 |      | 85113, Донецкая обл., г. Константиновка, ул. Европейская, 17               | (06272)2-88-77 |                  |
| Константиновка       | А  | Г  | Ст | Константиновская городская стоматологическая поликлиника                                             |      | 85104, Донецкая обл., г. Константиновка, ул. Бурденко, 14                  | (06272)2-71-04 |                  |
| Константиновка       | Э  | О  | О  | Константиновская станция скорой медицинской помощи                                                   |      | 85114, Донецкая обл., г. Константиновка, ул. Белоусова, 2                  | (06272)4-12-82 |                  |
| Константиновка       | Р  | О  | У  | Константиновское медицинское училище                                                                 |      | 85102, Донецкая обл., г. Константиновка, ул. Суворова, 15                  | (06272)2-75-64 |                  |
| Константиновка       | С  | У  | Н  | Научно-практический мед.реабилитационно-диагностический центр МОЗ                                    |      | 85110, Донецкая обл., г. Константиновка, ул. Невского, 14                  | (06272)2-55-17 |                  |
| Константиновский     | А  | Р  | О  | Константиновский районный центр первичной медико-санитарной помощи                                   |      | 85113, Донецкая обл., с. Клебан-Бык, ул. Школьная, 6                       | (06272)2-05-71 |                  |
| Краматорск           | А  | Г  | О  | Центр первичной медико-санитарной помощи № 1 г. Краматорска                                          |      | 84306, Донецкая обл., г. Краматорск, ул. Днепровская, 17                   | (06264)6-64-11 |                  |
| Краматорск           | А  | Г  | О  | Центр первичной медико-санитарной помощи № 2 г. Краматорска                                          |      | 84301, Донецкая обл., г. Краматорск, ул. Василия Стуса, 31                 | (06264)3-57-55 |                  |
| Краматорск           | С  | Г  | О  | Краматорская городская больница № 1                                                                  | 390  | 84307, Донецкая обл., г. Краматорск, ул. Алексы Тихого, 17                 | (06264)1-81-72 |                  |
| Краматорск           | С  | Г  | О  | Краматорская городская больница № 2                                                                  | 200  | 84306, Донецкая обл., г. Краматорск, ул. Днепровская, 14                   | (06264)6-91-40 |                  |
| Краматорск           | С  | Г  | О  | Краматорская городская больница № 3                                                                  | 350  | 84301, Донецкая обл., г. Краматорск, ул. Василия Стуса, 31                 | (06264)3-11-13 |                  |
| Краматорск           | С  | Г  | Д  | Краматорское детское территориальное медицинское объединение                                         | 150  | 84333, Донецкая обл., г. Краматорск, ул. Героев Украины, 20                | (06264)3-12-04 |                  |
| Краматорск           | С  | О  | Сп | Городская психиатрическая больница г. Краматорска                                                    | 180  | 84308, Донецкая обл., г. Краматорск, ул. Екатерины Белокур, 1-а            | (06264)1-61-42 |                  |
| Краматорск           | С  | О  | Сп | Краматорский городской противотуберкулёзный диспансер                                                | 180  | 84333, Донецкая обл., г. Краматорск, ул. Кирилкина, 10                     | (06264)6-63-27 |                  |
| Краматорск           | С  | О  | Сп | Краматорский городской онкологический диспансер                                                      | 150  | 84307, Донецкая обл., г. Краматорск, ул. Алексы Тихого, 31                 | (06264)1-70-26 |                  |
| Краматорск           | С  | О  | Сп | Краматорский городской кожно-венерологический диспансер                                              | 13   | 84301, Донецкая обл., г. Краматорск, ул. Катеринича, 5                     | (06264)3-13-40 |                  |
| Краматорск           | С  | О  | Сп | Краматорский городской наркологический диспансер                                                     | 13   | 84307, Донецкая обл., г. Краматорск, ул. Алексы Тихого, 7                  | (06264)1-83-60 |                  |
| Краматорск           | Р  | Г  | З  | Отдел здравоохранения Краматорского городского совета                                                |      | 84307, Донецкая обл., г. Краматорск, ул. Алексы Тихого, 17                 | (06264)1-12-69 |                  |
| Краматорск           | Р  | О  | Пе | Краматорская станция переливания крови                                                               |      | 84333, Донецкая обл., г. Краматорск, ул. Василия Стуса, 8                  | (06264)6-89-17 |                  |
| Краматорск           | А  | Г  | Ст | Краматорская городская стоматологическая поликлиника № 1                                             |      | 84301, Донецкая обл., г. Краматорск, ул. Юбилейная, 4                      | (06264)3-22-65 |                  |
| Краматорск           | А  | Г  | Ст | Краматорская городская стоматологическая поликлиника № 2                                             |      | 84302, Донецкая обл., г. Краматорск, ул. Б.Садовая, 74                     | (06264)1-40-43 |                  |
| Краматорск           | Э  | О  | О  | Краматорская городская станция скорой медицинской помощи                                             |      | 84331, Донецкая обл., г. Краматорск, ул. Остапа Вишни, 24                  | (06264)7-02-03 |                  |
| Краматорск           | Р  | О  | З  | Департамент здравоохранения Донецкой облгосадминистрации                                             |      | 84331, Донецкая обл., г. Краматорск, ул. Остапа Вишни, 24                  | (06264)8-56-92 |                  |
| Краматорск           | Р  | О  | Э  | Донецкий областной лабораторный центр госсанэпидслужбы Украины                                       |      | 84307, Донецкая обл., г. Краматорск, ул. Аэроклубная, 2                    | (06264)1-75-32 |                  |
| Краматорск           | Р  | Г  | Э  | Краматорское городское управление ГУ госсанэпидслужбы в Донецкой области                             |      | 84300, Донецкая обл., г. Краматорск, Аэроклубная, 2                        | (06264)1-72-12 |                  |
| Краматорск           | Р  | О  | Э  | Краматорский городской филиал ГУ «Донецкий областной лабораторный центр госсанэпидслужбы Украины»    |      | 84300, Донецкая обл., г. Краматорск, Аэроклубная, 2                        | (06239)1-64-38 |                  |
| Покровск             | А  | Г  | О  | Центр первичной медико-санитарной помощи г. Покровска                                                |      | 85300, Донецкая обл., г. Покровск, ул. Крушельницкой, 161                  | (06239)2-83-88 |                  |
| Покровск             | С  | Р  | О  | Покровская центральная районная больница                                                             | 320  | 85300, Донецкая обл., г. Покровск, ул. Руднева, 73                         | (06239)2-63-00 |                  |
| Покровск             | С  | Г  | О  | Покровская городская больница (до 21.10.15 — Узловая станции Покровск)                               | 115  | 85300, Донецкая обл., г. Покровск, ул. Степана Бовкуна, 20                 | (06239)        | Кандыбко Наталья |
| Покровск             | С  | Г  | О  | Родинская городская больница                                                                         | 30   | 85300, Донецкая обл., г. Родинское, ул. Запорожская, 5                     | (06239)4-08-51 |                  |
| Покровск             | С  | О  | Сп | Городской наркологический диспансер г. Покровска                                                     | 15   | 85300, Донецкая обл., г. Покровск, мкр «Горняк», 1                         | (06239)2-80-13 |                  |
| Покровск             | А  | Г  | Ст | Покровская городская стоматологическая поликлиника                                                   |      | 85300, Донецкая обл., г. Покровск, ул. Крушельницкой, 142                  | (06239)2-09-54 |                  |
| Покровск             | Э  | О  | О  | Покровская станция скорой медицинской помощи                                                         |      | 85300, Донецкая обл., г. Покровск, ул. Пирогова, 9                         | (06239)2-11-03 |                  |
| Покровск             | Р  | Г  | Э  | Покровское горрайонное управление ГУ госсанэпидслужбы в Донецкой области                             |      | 85300, Донецкая обл., г. Покровск, ул. Почтовая, 15                        | (06239)2-15-73 |                  |
| Покровск             | Р  | О  | Э  | Покровский горрайонный филиал ГУ «Донецкий областной лабораторный центр госсанэпидслужбы Украины»    |      | 85300, Донецкая обл., г. Покровск, ул. Почтовая, 15                        | (06239)2-63-00 |                  |
| Покровский           | А  | Р  | О  | Покровский районный центр первичной медико-санитарной помощи                                         |      | 85330, Донецкая обл., с. Гришино, ул. Гагарина, 16                         | (06239)2-83-90 |                  |
| Лиман                | А  | Г  | О  | Ллиманский центр первичной медико-санитарной помощи им. М. И. Лядукина                               |      | 84400, Донецкая обл., г. Лиман, ул. Независимости, 64                      | (06261)4-12-78 |                  |
| Лиман                | С  | Р  | О  | Лиманская центральная районная больница                                                              | 151  | 84400, Донецкая обл., г. Лиман, ул. Независимости, 64                      | (06261)4-23-88 |                  |
| Лиман                | Э  | О  | О  | Лиманская станция скорой медицинской помощи                                                          |      | 84400, Донецкая обл., г. Лиман, пер. Грушевского, 28                       | (06261)4-15-33 |                  |
| Лиман                | Р  | О  | У  | Донецкий национальный медицинский университет имени М.Горького                                       |      | 84404, Донецкая обл., г. Лиман, ул. Шухтана, 27                            | (06261)2-65-30 |                  |
| Лиман                | Р  | Г  | У  | Лиманский медицинский колледж                                                                        |      | 84404, Донецкая обл., г. Лиман, ул. Шухтана, 27                            | (06261)2-65-30 |                  |
| Лиман                | С  | У  | Н  | НИИ травматологии и ортопедии — Донецкая университетская клиника                                     |      | 84400, Донецкая обл., г. Лиман, ул. Шухтана, 27                            | (06261)        |                  |
| Мариуполь            | А  | Г  | О  | Центр первичной медико-санитарной помощи № 1 г. Мариуполя                                            |      | 87504, Донецкая обл., г. Мариуполь, ул. Радина, 2                          | (0629)46-92-80 |                  |
| Мариуполь            | А  | Г  | О  | Центр первичной медико-санитарной помощи № 2 г. Мариуполя                                            |      | 87547, Донецкая обл., г. Мариуполь, ул. Троицкая, 46-а                     | (0629)51-15-77 |                  |
| Мариуполь            | А  | Г  | О  | Центр первичной медико-санитарной помощи № 3 г. Мариуполя                                            |      | 87500, Донецкая обл., г. Мариуполь, просп. Мира, 80                        | (0629)33-33-02 |                  |
| Мариуполь            | А  | Г  | О  | Центр первичной медико-санитарной помощи № 4 г. Мариуполя                                            |      | 87517, Донецкая обл., г. Мариуполь, просп. Нахимова, 35                    | (0629)37-67-70 |                  |
| Мариуполь            | А  | Г  | О  | Центр первичной медико-санитарной помощи № 5 г. Мариуполя                                            |      | 87545, Донецкая обл., г. Мариуполь, ул. Украинского казачества, 56         | (0629)58-38-74 |                  |
| Мариуполь            | А  | Г  | О  | Центр первичной медико-санитарной помощи № 6 г. Мариуполя                                            |      | 87502, Донецкая обл., г. Мариуполь, ул. Менделеева, 11                     | (0629)22-12-29 |                  |
| Мариуполь            | С  | О  | О  | Областная больница интенсивного лечения г. Мариуполь (ранее — МГБ № 2)                               | 550  | 87547, Донецкая обл., г. Мариуполь, ул. Троицкая, 46                       | (0629)51-15-31 |                  |
| Мариуполь            | С  | Г  | О  | Мариупольская городская больница № 1                                                                 | 410  | 87504, Донецкая обл., г. Мариуполь, ул. Радина, 2                          | (0629)46-92-97 |                  |
| Мариуполь            | С  | Г  | Д  | Мариупольское территориальное медицинское объединение «Здоровье ребёнка и женщины» (ранее — МГБ № 3) | 395  | 87500, Донецкая обл., г. Мариуполь, просп. Мира, 80                        | (0629)33-34-66 |                  |
| Мариуполь            | С  | Г  | О  | Мариупольская городская больница № 4 им. И. К. Мацука                                                | 380  | 87502, Донецкая обл., г. Мариуполь, ул. Пашковского, 4                     | (0629)22-22-77 |                  |
| Мариуполь            | С  | Г  | О  | Мариупольская городская больница № 5                                                                 | 250  | 87535, Донецкая обл., г. Мариуполь, ул. Акад. Амосова, 54                  | (0629)38-73-91 |                  |
| Мариуполь            | С  | О  | Сп | Мариупольская городская психиатрическая больница № 7                                                 | 420  | 87502, Донецкая обл., г. Мариуполь, ул. Пашковского, 4                     | (0629)22-13-53 |                  |
| Мариуполь            | Д  | Г  | Сп | Мариупольская городская больница № 8 («Водолечебница»)                                               |      | 87504, Донецкая обл., г. Мариуполь, ул. Левченко, 4                        | (0629)46-93-97 |                  |
| Мариуполь            | С  | Г  | О  | Мариупольская городская больница № 9 — МСЧ работников департамента морфлота                          | 260  | 87510, Донецкая обл., г. Мариуполь, ул. Гагарина, 114/116                  | (0629)51-50-15 |                  |
| Мариуполь            | Д  | Г  | М  | Мариупольская городская больница № 10 («Гор.информ.-аналит.мед.центр»)                               |      | 87502, Донецкая обл., г. Мариуполь, ул. Пашковского, 4                     | (0629)41-27-03 |                  |
| Мариуполь            | С  | Г  | О  | Мариупольская городская больница № 11 (ранее — Узловая больница)                                     | 50   | 87553, Донецкая обл., г. Мариуполь, ул. Новороссийская, 28                 | (0629)51-31-05 |                  |
| Мариуполь            | С  | Г  | О  | Мариупольская городская больница скорой медицинской помощи                                           | 205  | 87506, Донецкая обл., г. Мариуполь, ул. Бахмутская, 20а                    | (0629)33-75-03 |                  |
| Мариуполь            | С  | Г  | Р  | Перинатальный центр г. Мариуполя (ранее — Роддом № 1)                                                | 130  | 87520, Донецкая обл., г. Мариуполь, ул. Металлургическая, 1                | (0629)46-99-52 |                  |
| Мариуполь            | С  | Г  | Р  | Родильный дом № 2 г. Мариуполя                                                                       | 120  | 87502, Донецкая обл., г. Мариуполь, ул. Пашковского, 36                    | (0629)58-30-57 |                  |
| Мариуполь            | С  | О  | Сп | Мариупольский межрайонный онкологический диспансер                                                   | 200  | 87500, Донецкая обл., г. Мариуполь, просп. Мира, 80                        | (0629)33-51-61 |                  |
| Мариуполь            | С  | Г  | Сп | Мариупольский противотуберкулёзный диспансер                                                         | 280  | 87502, Донецкая обл., г. Мариуполь, ул. Пашковского, 2                     | (0629)22-22-42 |                  |
| Мариуполь            | С  | О  | Сп | Мариупольский городской дерматовенерологический диспансер                                            | 40   | 87506, Донецкая обл., г. Мариуполь, ул. Бахмутская, 20-а                   | (0629)33-22-16 |                  |
| Мариуполь            | С  | О  | Сп | Мариупольский городской наркологический диспансер                                                    | 25   | 87502, Донецкая обл., г. Мариуполь, ул. Пашковского, 51                    | (0629)58-38-55 |                  |
| Мариуполь            | А  | Г  | Сп | Мариупольская городская поликлиника № 2 («Профосмотров»)                                             |      | 87505, Донецкая обл., г. Мариуполь, просп. Победы, 5                       | (0629)22-21-09 |                  |
| Мариуполь            | Р  | Г  | З  | Управление здравоохранения Мариупольского городского совета                                          |      | 87500, Донецкая обл., г. Мариуполь, просп. Мира, 70                        | (0629)51-10-22 |                  |
| Мариуполь            | Р  | О  | Пе | Мариупольская городская станция переливания крови                                                    |      | 87547, Донецкая обл., г. Мариуполь, ул. Троицкая, 48                       | (0629)54-49-55 |                  |
| Мариуполь            | Р  | Г  | Ц  | Мариупольский центр здоровья                                                                         |      | 87549, Донецкая обл., г. Мариуполь, ул. Бахчиванджи, 57                    | (0629)37-57-64 |                  |
| Мариуполь            | Р  | О  | Са | Областной детский костно-туберкулёзный санаторий г. Мариуполя (ранее — им. Н. К. Крупской)           |      | 87525, Донецкая обл., г. Мариуполь, бул. Приморский, 23                    | (0629)37-57-71 |                  |
| Мариуполь            | Р  | Г  | Са | Дошкольный санаторий для детей с заболеваниями органов дыхания нетуберкулёзной этиологии             |      | 87502, Донецкая обл., г. Мариуполь, ул. Украинского казачества, 90         | (0629)22-13-95 |                  |
| Мариуполь            | А  | Г  | Ст | Городской стоматологический центр                                                                    |      | 87515, Донецкая обл., г. Мариуполь, просп. Мира, 49                        | (0629)34-54-07 |                  |
| Мариуполь            | А  | Г  | Ст | Стоматологическая поликлиника № 4 г. Мариуполя                                                       |      | 87512, Донецкая обл., г. Мариуполь, бул. Шевченко, 343                     | (0629)51-21-17 |                  |
| Мариуполь            | А  | Г  | Ст | Стоматологическая поликлиника № 5 г. Мариуполя                                                       |      | 87535, Донецкая обл., г. Мариуполь, просп. Металлургов, 167                | (0629)38-32-04 |                  |
| Мариуполь            | А  | Г  | Ст | Стоматологическая поликлиника № 6 г. Мариуполя                                                       |      | 87517, Донецкая обл., г. Мариуполь, просп. Нахимова, 35                    | (0629)48-24-25 |                  |
| Мариуполь            | Д  | О  | В  | Донецкая областная больница с поликлиникой ГУ МВД Украины                                            |      | 87553, Донецкая обл., г. Мариуполь, ул. Новороссийская, 28                 | (0629)33-70-70 |                  |
| Мариуполь            | Р  | Г  | У  | Мариупольское медицинское училище                                                                    |      | 87515, Донецкая обл., г. Мариуполь, ул. Митрополитская, 42                 | (0629)34-33-84 |                  |
| Мариуполь            | Р  | Г  | О  | Мариупольское отделение судебно-медицинской экспертизы                                               |      | 87500, Донецкая обл., г. Мариуполь, просп. Никопольский, 60                | (0629)46-93-63 |                  |
| Мариуполь            | Р  | Г  | Э  | Мариупольское городское управление ГУ госсанэпидслужбы в Донецкой области                            |      | 87534, Донецкая обл., г. Мариуполь, ул. Бахчиванджи, 57                    | (0629)37-10-92 |                  |
| Мариуполь            | Р  | О  | Э  | Мариупольский городской филиал ГУ «Донецкий областной лабораторный центр госсанэпидслужбы Украины»   |      | 87534, Донецкая обл., г. Мариуполь, ул. Бахчиванджи, 57                    | (0629)53-36-27 |                  |
| Мариуполь            | Э  | О  | О  | Мариупольская станция скорой медицинской помощи                                                      |      | 87506, Донецкая обл., г. Мариуполь, ул. Бахмутская, 20-а                   | (0629)33-63-56 |                  |
| Марьинский           | А  | Р  | О  | Центр первичной медико-санитарной помощи Марьинского района                                          |      | 85600, Донецкая обл., г. Марьинка, просп. Ворошилова, 22-а, 5              | (06278)5-17-32 |                  |
| Марьинский           | С  | Р  | О  | Марьинская центральная районная больница                                                             | 315  | 85630, Донецкая обл., г. Красногоровка, ул. Нахимова, 1                    | (06278)2-21-96 |                  |
| Марьинский           | С  | Р  | О  | Кураховская городская больница                                                                       | 130  | 85612, Донецкая обл., г. Курахово, ул. Мечникова, 14                       | (06278)3-22-22 |                  |
| Марьинский           | С  | О  | Сп | Областной госпиталь для ветеранов войны г. Марьинка                                                  |      | 85600, Донецкая обл., г. Марьинка, ул. Осипенко, 29                        | (06278)5-33-80 |                  |
| Марьинский           | Р  | О  | Сп | Областной центр медико-социальной реабилитации несовершеннолетних                                    |      | 85620, Донецкая обл., с. Карловка, ул. Степная, 11                         | (062)345-97-35 |                  |
| Марьинский           | Э  | О  | О  | Марьинская районная станция скорой медицинской помощи                                                |      | 85630, Донецкая обл., г. Красногоровка, ул. Нахимова, 1                    | (06278)2-23-29 |                  |
| Мирноград            | А  | Г  | О  | Центр первичной медико-санитарной помощи г. Мирнограда                                               |      | 85323, Донецкая обл., г. Мирноград, ул. Соборная, 20                       | (06239)6-32-68 |                  |
| Мирноград            | С  | Г  | О  | Мирноградская центральная городская больница                                                         | 340  | 85323, Донецкая обл., г. Мирноград, ул. Соборная, 20                       | (06239)6-35-85 |                  |
| Мирноград            | С  | Г  | Сп | Городская инфекционная больница г. Мирнограда                                                        | 30   | 85320, Донецкая обл., г. Мирноград, пер. Толбухина, 44                     | (06239)4-21-90 |                  |
| Мирноград            | Э  | О  | О  | Мирноградская городская станция скорой медицинской помощи                                            |      | 85323, Донецкая обл., г. Мирноград, пер. Соборная, 20                      | (06239)6-33-03 |                  |
| Новогродовка         | А  | Г  | О  | Центр первичной медико-санитарной помощи г. Новогродовки                                             |      | 85483, Донецкая обл., г. Новогродовка, ул. 10 лет Независимости Украины, 6 | (06237)3-27-61 |                  |
| Новогродовка         | С  | Г  | О  | Новогродовская центральная городская больница                                                        | 158  | 85483, Донецкая обл., г. Новогродовка, ул. 10 лет Независимости Украины, 4 | (06237)3-40-56 |                  |
| Новогродовка         | Э  | О  | О  | Новогродовская городская станция скорой медицинской помощи                                           |      | 85483, Донецкая обл., г. Новогродовка, ул. 10 лет Независимости Украины, 3 | (050)264-83-11 |                  |
| Мангушский           | А  | Р  | О  | Центр первичной медико-санитарной помощи Мангушского района                                          |      | 87400, Донецкая обл., пгт Мангуш, ул. Почтовая, 22                         | (06297)2-49-57 |                  |
| Мангушский           | С  | Г  | О  | Мангушская центральная районная больница                                                             | 150  | 87400, Донецкая обл., пгт Мангуш, ул. Почтовая, 22                         | (06297)2-30-65 |                  |
| Селидово             | А  | Г  | О  | Селидовский центр первичной медико-санитарной помощи                                                 |      | 85400, Донецкая обл., г. Селидово, ул. Черняховского, 48                   | (06237)7-07-38 |                  |
| Селидово             | С  | Г  | О  | Селидовская центральная городская больница                                                           | 230  | 85400, Донецкая обл., г. Селидово, ул. Московская, 43                      | (06237)7-27-90 |                  |
| Селидово             | А  | Г  | Ст | Селидовская городская стоматологическая поликлиника                                                  |      | 85400, Донецкая обл., г. Селидово, ул. Гоголя, 10                          | (06237)7-47-31 |                  |
| Селидово             | Э  | О  | О  | Селидовская городская станция скорой медицинской помощи                                              |      | 85400, Донецкая обл., г. Селидово, ул. Гоголя, 66                          | (06237)7-24-88 |                  |
| Селидово             | Р  | О  | Са | Противотуберкулёзный санаторий для взрослых)                                                         |      | 85493, Донецкая обл., пгт Острое, ул. Спортивная, 8                        | (06237)2-11-23 |                  |
| Славянск             | А  | Г  | О  | Центр первичной медико-санитарной помощи г. Славянска                                                |      | 84112, Донецкая обл., г. Славянск, ул. Банковая, 85                        | (06262)3-40-71 |                  |
| Славянск             | С  | Г  | О  | Славянская городская клиническая больница (до 23.07.15 — им. В. И. Ленина)                           | 291  | 84122, Донецкая обл., г. Славянск, ул. Шевченко, 40                        | (06262)3-55-90 |                  |
| Славянск             | С  | Г  | О  | Городская больница № 1 г. Славянска                                                                  | 120  | 84112, Донецкая обл., г. Славянск, ул. Банковая, 85                        | (06262)3-52-02 |                  |
| Славянск             | С  | Г  | Д  | Городская детская больница г. Славянска                                                              | 126  | 84122, Донецкая обл., г. Славянск, ул. Ярослава Мудрого, 12                | (06262)3-73-45 |                  |
| Славянск             | С  | Г  | Р  | Родильный дом                                                                                        | 110  | 84112, Донецкая обл., г. Славянск, ул. Университетская, 15                 | (06262)2-43-66 |                  |
| Славянск             | С  | О  | Сп | Областная психиатрическая больница г. Славянска                                                      | 420  | 84115, Донецкая обл., г. Славянск, ул. Нарвская, 16                        | (06262)2-48-44 |                  |
| Славянск             | С  | О  | Сп | Городской противотуберкулёзный диспансер г. Славянска                                                | 90   | 84112, Донецкая обл., г. Славянск, ул. Ярослава Мудрого, 24-а              | (06262)2-33-32 |                  |
| Славянск             | С  | О  | Сп | Городской наркологический диспансер г. Славянска                                                     | 36   | 84122, Донецкая обл., г. Славянск, ул. 1 Мая, 4                            | (06262)3-88-67 |                  |
| Славянск             | Д  | О  | Сп | Городской кожно-венерологический диспансер г. Славянска                                              |      | 84121, Донецкая обл., г. Славянск, ул. Вокзальная, 16                      | (06262)3-44-92 |                  |
| Славянск             | Р  | Г  | З  | Городской отдел здравоохранения Славянского горсовета                                                |      | 84106, Донецкая обл., г. Славянск, площ. Революции, 2                      | (06262)2-12-39 |                  |
| Славянск             | Р  | Г  | М  | Центр медицинской статистики г. Славянска                                                            |      | 84100, Донецкая обл., г. Славянск, ул. Торская, 81                         | (06262)3-56-92 |                  |
| Славянск             | Р  | Г  | Ц  | Славянский городской центр здоровья                                                                  |      | 84122, Донецкая обл., г. Славянск, ул. Трунова, 22                         | (06262)2-55-95 |                  |
| Славянск             | С  | О  | Сп | Областной госпиталь для ветеранов войны г. Святогорск                                                |      | 84130, Донецкая обл., г. Святогорск, ул. Молодёжная, 66                    | (06262)5-55-31 |                  |
| Славянск             | А  | Г  | Ст | Стоматологическая поликлиника г. Славянска                                                           |      | 84121, Донецкая обл., г. Славянск, ул. Вольная, 8                          | (06262)3-27-86 |                  |
| Славянск             | Э  | О  | О  | Славянская городская станция скорой медицинской помощи                                               |      | 84100, Донецкая обл., г. Славянск, ул. Центральная, 7                      | (06262)2-41-77 |                  |
| Славянский           | А  | Р  | О  | Центр первичной медико-санитарной помощи Славянского райсовета                                       |      | 84186, Донецкая обл., с. Рай-Александровка, ул. Школьная, 61-а             | (06262)4-22-84 |                  |
| Славянский           | С  | Р  | О  | Славянская центральная районная больница                                                             | 273  | 84182, Донецкая обл., г. Николаевка, ул. Мира, 13                          | (06262)4-31-84 |                  |
| Славянский           | Э  | О  | О  | Славянская районная станция скорой медицинской помощи                                                |      | 84180, Донецкая обл., г. Николаевка, ул. Пионерская, 17                    | (06262)4-68-00 |                  |
| Торецк               | А  | Г  | О  | Центр первичной медико-санитарной помощи г. Торецка                                                  |      | 85202, Донецкая обл., г. Торецк, ул. Центральная, 55                       | (050)194-36-94 |                  |
| Торецк               | С  | Г  | О  | Центральная городская больница г. Торецка                                                            | 385  | 85202, Донецкая обл., г. Торецк, ул. Центральная, 55                       | (06247)3-73-14 |                  |
| Торецк               | С  | О  | Сп | Городской противотуберкулёзный диспансер г. Торецка                                                  | 80   | 85207, Донецкая обл., г. Торецк, ул. Гайдара, 25                           | (06247)3-31-52 |                  |
| Торецк               | Д  | О  | Сп | Городской кожно-венерологический диспансер г. Торецка                                                |      | 85207, Донецкая обл., г. Торецк, ул. Краснодонская, 4                      | (06247)3-39-54 |                  |
| Торецк               | Д  | О  | Сп | Городская психоневрологическая амбулатория г. Торецка                                                |      | 85203, Донецкая обл., г. Торецк, ул. Гайдара, 43                           | (06247)3-73-90 |                  |
| Торецк               | А  | Г  | Ст | Городская стоматологическая поликлиника г. Торецка                                                   |      | 85200, Донецкая обл., г. Торецк, ул. Маяковского, 5                        | (06247)4-34-04 |                  |
| Торецк               | Р  | О  | Э  | Торецкий городской филиал ГУ «Донецкий областной лабораторный центр госсанэпидслужбы Украины»        |      | 85200, Донецкая обл., г. Торецк                                            | (06247)        |                  |
| Торецк               | Э  | О  | О  | Торецкая городская станция скорой медицинской помощи                                                 |      | 85291, Донецкая обл., г. Торецк, просп. Пионеров, 10                       | (06247)9-33-03 |                  |
| Угледар              | А  | Г  | О  | Центр первичной медико-санитарной помощи г. Угледара                                                 |      | 85670, Донецкая обл., г. Угледар, ул. Молодёжная, 19                       | (06273)6-56-70 |                  |
| Угледар              | С  | Г  | О  | Центральная городская больница г. Угледара                                                           | 90   | 85670, Донецкая обл., г. Угледар, ул. Молодёжная, 19                       | (06273)6-40-96 |                  |

### История оптимизации
С начала реформы (с 1 января 2012 по 1 января 2014) только в Донецкой области упразднено как минимум 23 лечебных учреждений
- 28 октября 2015 года была передана в районную собственность[19]:
  - государственное учреждение «Узловая больница станции Волноваха ГП „Донецкая железная дорога“»
- 16 сентября 2015 года была передана в городскую собственность[20] и позже реорганизована в Красноармейскую городскую больницу:
  - государственное учреждение «Узловая больница станции Красноармейск ГП „Донецкая железная дорога“»
- 26 августа 2015 года были переданы в городскую собственность, а затем ликвидированы[21]:
  - государственное учреждение «Узловая больница станции Бахмут ГП „Донецкая железная дорога“»
  - государственное учреждение «Узловая больница станции Славянск ГП „Донецкая железная дорога“»
- 12 августа 2015 года была передана в городскую собственность[22] и 29 декабря 2015 года реорганизована в Мариупольскую городскую больницу № 11[23]:
  - государственное учреждение «Узловая больница станции Мариуполь ГП „Донецкая железная дорога“»
- 5 августа 2015 года была передана в городскую собственность[24] и ликвидирована путём вхождения в Краснолиманскую ЦРБ и НИИ травматологии и ортопедии — Донецкую университетскую клинику[25]:
  - государственное учреждение «Участковая больница станции Красный Лиман ГП „Донецкая железная дорога“»
- 14 ноября 2013 года реорганизованы в 2 больницы (Добропольскую интенсивного лечения и Александровскую планового лечения) бывшие 4, в том числе:
  - Добропольская городская больница г. Белицкое[26]
  - Добропольская городская больница г. Белозёрское[26]
- 28 января 2013 года решением Донецкого областного совета закрыты 2 диспансера, в том числе:
  - Авдеевский противотуберкулёзный диспансер[27]
  - Дружковский кожно-венерологический диспансер[28]
- 10 февраля 2012 года решением Славянского городского совета закрыты 3 городские больницы в городе Славянске, в том числе:
  - Славянская городская больница № 2[29]
  - Славянская городская больница № 3[30]
  - Славянская городская больница № 4 г. Святогорск[31]

Кроме того с 1 января 2012 года по 1 января 2014 года закрыты следующие учреждения:
1. Артёмовская городская больница № 6 пгт Луганское
2. Артёмовская городская наркологическая амбулатория[32]
3. Дебальцевская городская поликлиника пгт Мироновский
4. Дзержинская наркологическая амбулатория[33]
5. Добропольская наркологическая амбулатория
6. Донецкая городская больница № 7
7. Донецкая городская клиническая больница № 19
8. Донецкая городская клиническая больница № 26
9. Донецкий областной кардиологический диспансер
10. Лиманская наркологическая амбулатория
11. Мариупольская стоматологическая поликлиника № 2 и № 3 (появилась № 5)
12. Селидовская детская городская больница
13. Славянская наркологическая амбулатория
14. Торезская городская больница № 5
15. Харцызская городская больница № 2 г. Зугрэс[34]

Кроме того, упразднено несколько десятков отделений различных больниц, что в ряде случаев лишало функционирующее лечебное учреждение «дееспособности» и переводило фактически в разряд дневного стационара. Сокращены сотни единиц коечного фонда.
До 1 января 2012 года ликвидированы:
1. 24 ноября 2011 — Городской кожно-венерологический диспансер № 2 г. Донецка (решением Донецкого облсовета[35])
2. 26 сентября 2008 — Городская психиатрическая больница г. Константиновки преобразована в диспансер (решением Донецкого облсовета[36])
3. 25 января 2008 — Детский санаторий, г. Красного Лимана (решением Донецкого облсовета[37])
4. 21 сентября 2006 — Городской психоневрологический диспансер г. Славянска (решением Донецкого облсовета[38])
5. 21 сентября 2006 — Школьный противотуберкулезный санаторий № 5 г. Донецк (решением Донецкого облсовета[39])

## Реформа 2017 года

### Создание областной больницы в Мариуполе
Распоряжением главы Донецкой областной государственной администрации от 22 декабря 2016 года № 1163 «О принятии в совместную собственность территориальных громад сел, поселков, городов, находящейся в управлении областного совета, целостного имущественного комплекса коммунального учреждения „Мариупольская городская больница № 2“» Мариупольская городская больница № 2 преобразована в Коммунальное учреждение здравоохранения «Областная больница интенсивного лечения г. Мариуполь».

### Проект госпитальных округов
Департаментом здравоохранения Донецкой областной государственной администрации 28 декабря 2016 года (с изменениями 17 января 2017 года) предложены на контролируемых Украиной территориях Донецкой области 6 госпитальных округов (названия даны по наибольшему населённому пункту):
- Бахмутский госпитальный округ включает: г. Бахмут, Светлодарск, Северск, Соледар, Часов Яр, пгт Красная Гора, Луганское, Мироновский, Бахмутский район и часть Константиновского района (Артёмовская, Светлодарская, Северская, Часовоярская громады)
- Волновахский госпитальный округ включает: г. Волноваха, г. Угледар, пгт Благодатное, Великая Новосёловка, Владимировка, Графское, Донское, Новотроицкое, Ольгинка, Великоновосёлковский район и части Волновахского и Марьинского района (Великоновосёлковская, Волновахская, Комарская, Константинопольская, Угледарская, Хлебодаровская громады)
- Краматорский госпитальный округ включает: г. Краматорск, Дружковка, Железное, Константиновка, Торецк, пгт Александровка (Александровский район), Александровка (Краматорский горсовет), Алексеево-Дружковка, Беленькое, Камышеваха, Красноторка, Курдюмовка, Малотарановка, Нелеповка, Новгородское, Новогригорьевка, Новодонецкое, Новониколаевка, Петровка, Пивденное, Пивничное, Софиевка, Шабельковка, Щербиновка, Ясная Поляна, Ясногорка, Александровский район, части Добропольского, Константиновского, Славянского районов (Александровская, Андреевская, Дзержинская, Дружковская, Константиновская, Краматорская, Новодонецкая, Октябрьская громады)
- Мариупольский госпитальный округ включает: г. Мариуполь, пгт Андреевка Мангуш, Мирное, Никольское, Сартана, Старый Крым, Талаковка, Ялта, Мангушский, Никольский, юго-восточная часть Волновахского района (Мангушская, Мариупольская, Мирненская, Никольская громады)
- Покровский госпитальный округ включает: г. Покровск, Авдеевка, Белицкое, Белозёрское, Горняк, Доброполье, Красногоровка, Курахово, Марьинка, Мирноград, Новогродовка, Родинское, Селидово, Украинск, пгт Верхнеторецкое, Вишнёвое, Водянское, Гродовка, Желанное, Ильинка, Камышёвка, Керамик, Кураховка, Новоэкономическое, Острое, Очеретино, Святогоровка, Удачное, Цукурино, Шевченко, Покровский и Ясиноватский районы, части Добропольского, Марьинского районов (Авдеевская, Белицкая, Белозёрская, Добропольская, Кураховская, Марьинская, Мирноградская, Новогродовская, Очеретинская, Покровская, Селидовская громады)
- Славянский госпитальный округ включает: г. Славянск, Лиман, Николаевка, Святогорск, пгт Андреевка, Былбасовка, Донецкое, Дробышево, Заречное, Новосёловка, Райгородок, Ямполь, Яровая, Лиманский, часть Славянского района (Лиманская, Николаевская, Святогорская, Славянская и Черкасская громады)

По аналогии с другими областями в каждом госпитальном округе планируется создание 1 больницы интенсивного лечения 2-го уровня (большая) и 2-3 1-го уровня (малая), а также нескольких больниц планового лечения (по типу дневных стационаров).